# Fallenberg

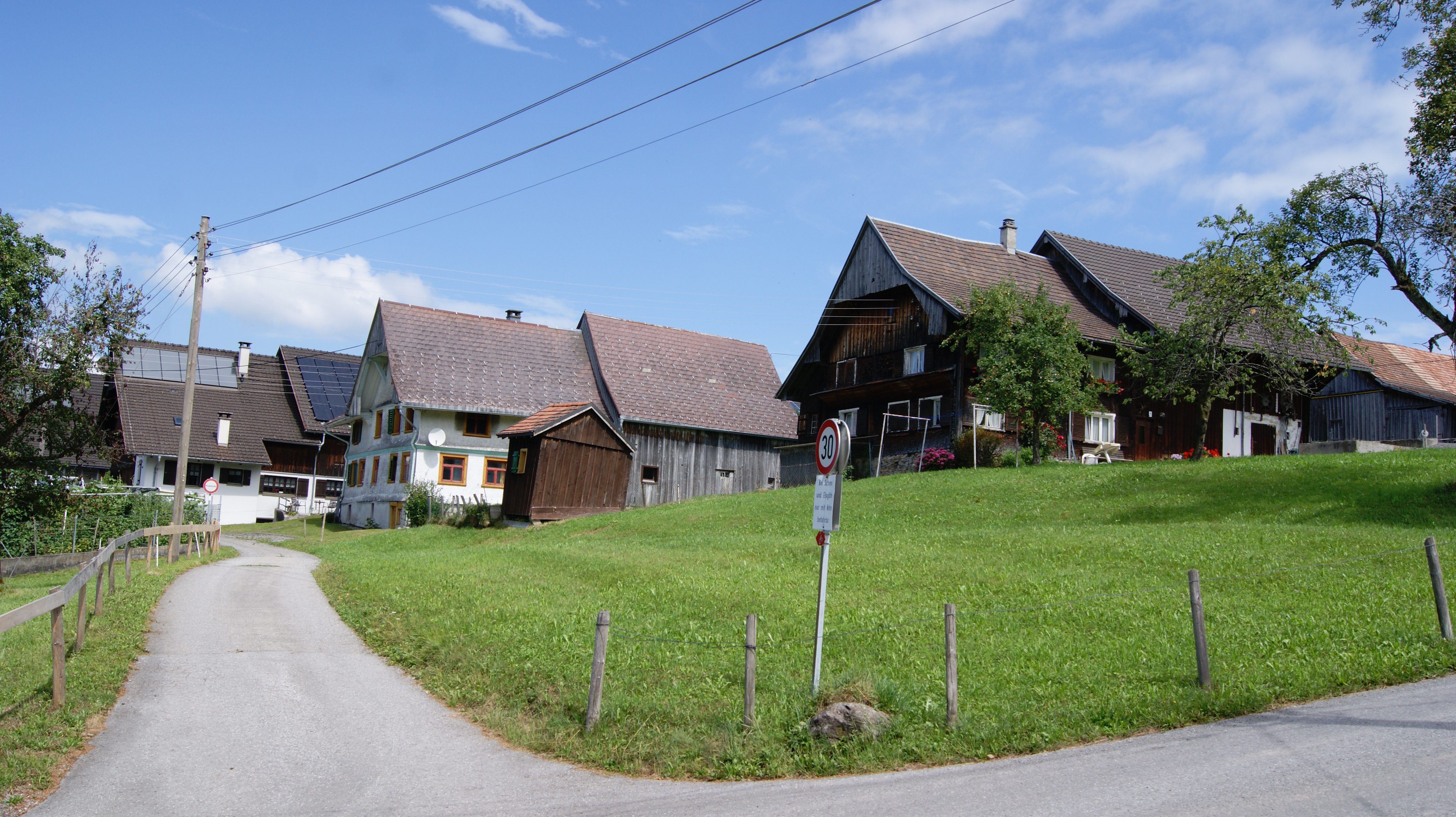
Stüben am Fallenberg.

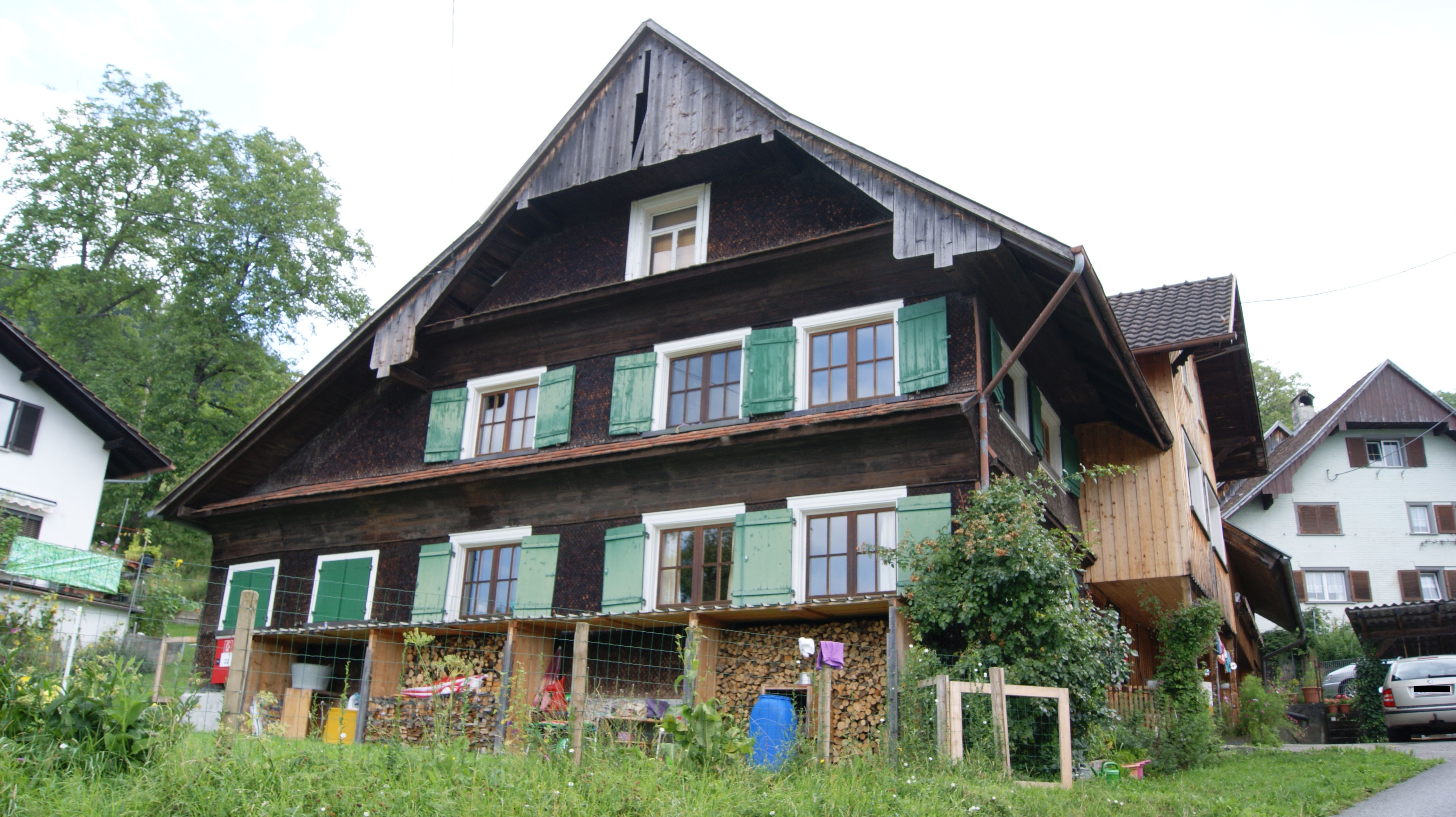
Unterfallenberg Haus Nr. 4.

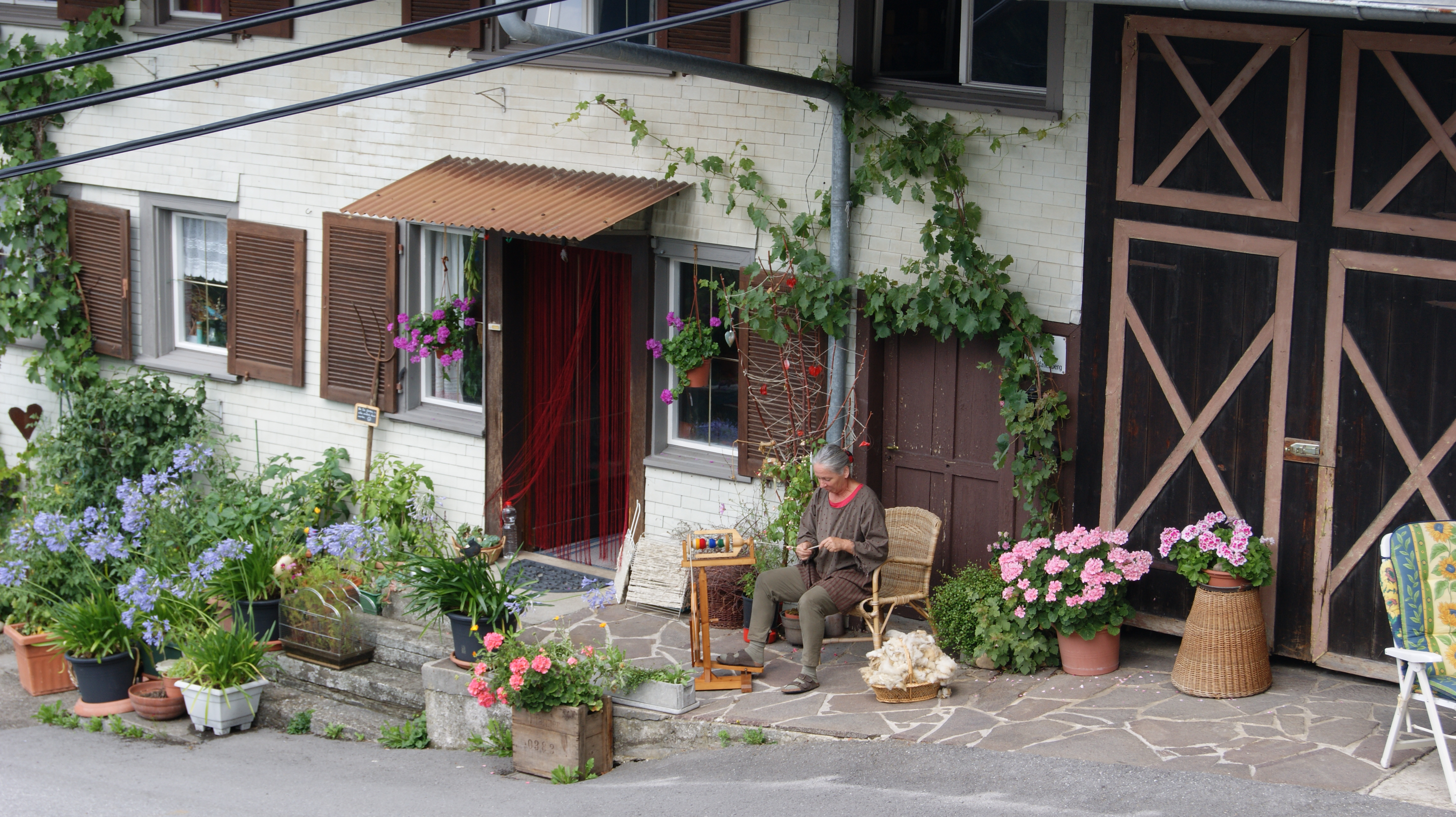
Unterfallenberg Haus Nr. 5 mit fleissiger Spinnerin bei der Arbeit.

Als Fallenberg werden mehrere Ortsteile der Stadt Dornbirn in Vorarlberg (Österreich) namentlich zusammengefasst. Der Fallenberg gliedert sich in Unterfallenberg (586 m ü. A.), Stüben (667 m ü. A.), Oberfallenberg (739 m ü. A.), Grundegg (656 m ü. A.) und Gehr (720 m ü. A.). Die Weiler liegen etwa 2 km Luftlinie vom Stadtzentrum. Seit einiger Zeit wird auch Rickatschwende (855 m ü. A.) dazu gezählt.

## Namensherkunft
Die genaue Herkunft des Namens „Fallenberg“ ist nicht gesichert. Der Name ist seit 1406 bekannt als ein Streifen zwischen dem Kehlenbach und dem Stiglbach. Es wird der Name auf Tierfallen aller Art zurückgeführt, die hier in Verwendung standen. Im Mehrerauer Zinsrodel von etwa 1340 ist der Name Fallenberg („Vallaberg“) ebenfalls erwähnt. Damals musste an das Kloster jährlich 8 Schilling Zins „unter den Linden“ geleistet werden.
Stüben selbst wird erst 1598 als eigene Parzelle genannt und sei nach einem stäubenden Wasserfall des Kehlenbachs benannt.
Im Provinzial-Handbuch von Tirol und Vorarlberg für das Jahr 1847. und im Schematismus für Tirol und Vorarlberg wird Unterfallenberg, Stüben und Oberfallenberg als eigene Weiler und Teil von Dornbirn angeführt. Nicht als eigenständige Weiler sind hingegen Grundegg und Gehr angeführt.

## Topographie, Geografie, Lage und Verkehr
Der „Fallenberg“ ist eigentlich eine herausragende Anhöhe zwischen dem Kehlenbach und dem Stiglbach. Die vom Dornbirner Zentrum etwa 2 km Luftlinie entfernten Ortsteile Unterfallenberg, Stüben und Oberfallenberg sind über die Bödelestraße (L 48) mit Kraftfahrzeugen gut erreichbar und Oberfallenberg liegt etwa 1000 m von Rickatschwende entfernt und 1200 m Luftlinie von Watzenegg. Die besiedelten Teile der Parzellen liegt etwa zwischen 500 m ü. A. und 800 m ü. A.
Dadurch, dass der Oberfallenberg, der zugleich größte der drei Fallenberger Weiler, seit einigen Jahrzehnten auch im Winter gut über die Bödelestraße erreichbar ist, besteht ein relativ großer Siedlungsdruck.
Eine schmale steile Straße, die Fallenberggasse, führt in großen Kehren von Kehlen zum Unterfallenberg und weiter bis zur Bödelestraße (L 48).
Der Fallenberg hat 223 Einwohner (Stand 1. Januar 2008), von denen noch einige in der Landwirtschaft beschäftigt sind.
In östlicher Richtung, etwa 1000 m Luftlinie von der Siedlung Oberfallenberg entfernt, findet sich der unscheinbare und bewaldete Nackkopf (944 m ü. A., Bregenzerwaldgebirge) und um ihn herum, die Fallenberger Wälder.

## Gewässer

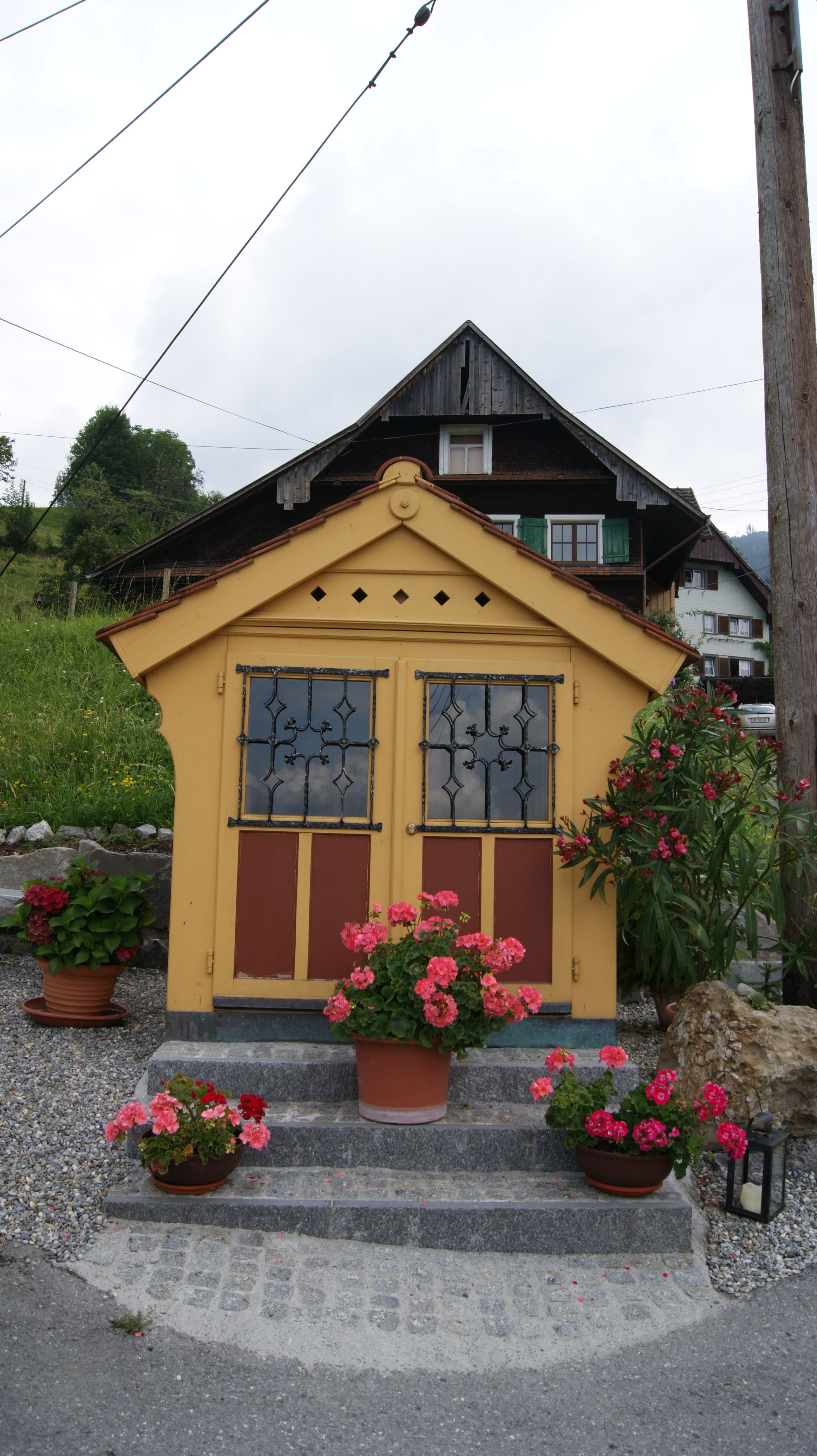
Kapelle Unterfallenberg.

Der Fallenberg wird nordwärts vom Stiglbach (Haselstausderbach) begrenzt. Südwärts vom Kehlenbach. Ursprünglich, bevor die L 48 Bödelestraße gebaut wurde, war auch der nordöstlich sich befindende, in den Stiglbach mündende, Lumpertobelbach mit dem Lumpertobel in Richtung Rickatschwende eine natürliche Barriere und Grenze.
Auf der landwirtschaftlichen Nutzfläche des Fallenbergs entspringen nur im untersten Bereich in Richtung Kehlen kleiner Bäche (z. B. der Gerbergraben), ansonsten ist das besiedelte Gebiet des Fallenbergs weitgehend quellenlos.
Der Russenbrunnen  wird mit Wasser vom Unterfallenberg gespeist.

## Handwerk, Gewerbe
Aufgrund der Verkehrslage und der erst späten Verwirklichung einer schwerlastfähigen Hauptverkehrsstraße entstanden am Fallenberg keine besonderen Handwerksbetriebe oder Gewerbebetriebe. Noch heute dominiert die Landwirtschaft und ein Gasthaus (Gasthof-Pension Dreiländerblick) das Gebiet. Der Fallenberg wurde im unteren Bereich auch für den (wenig qualitativen) Weinbau genutzt. Dies ist in mehreren Einkünfteverzeichnissen der Hohenemser Grafen erwähnt. Im Urbar Ulrichs des Reichen von 1393 und im Nachtrag von 1396 sind Verpflichtungen der Bewohner des Fallenbergs diesem gegenüber angeführt. In vergangener Zeit wurde auch Getreide angebaut.

## Religion
In Unterfallenberg findet sich eine kleine, nicht begehbare, Kapelle, die der Muttergottes geweiht ist. Die Kapelle wurde vor wenigen Jahren etwas versetzt und beschädigte Teile originalgetreu erneuert. Das Gebäude wird von den Anwohnern des Unterfallenbergs gemeinsam in Stand gehalten und betreut.
In Oberfallenberg findet sich die Kapelle Oberfallenberg. Stüben, Grundegg und Gehr weisen keine Andachtsstätten auf.

## Besonderheit

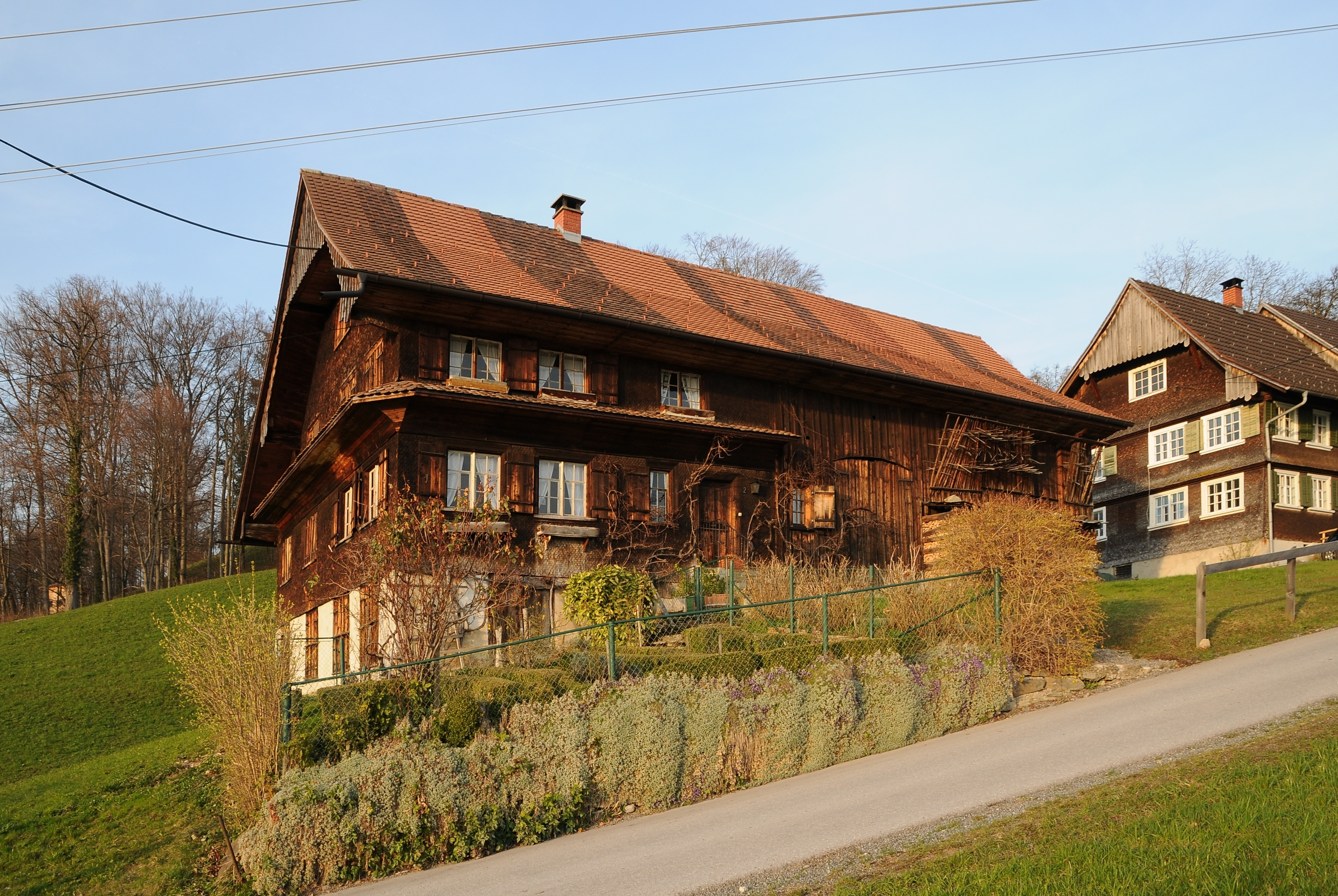
Bauernhaus Unterfallenberg 2 in Dornbirn.

Das Gebäude Unterfallenberg Nr. 2 steht unter Denkmalschutz (Listeneintrag).
Das Wasser vom Fallenberg galt teilweise als heilkräftig (siehe Kapelle Oberfallenberg, der Hl. Ottilie geweiht, diese wird als Schutzpatronin des Elsass und des Augenlichtes verehrt).